# Філ Рамон
Філ Рамон (англ. Phil Ramone; 5 січня 1934, Південна Африка — 30 березня 2013, Нью-Йорк) — американський музичний продюсер, піонер цифрового звукозапису.
Рамон був одним з найбільш успішних продюсерів в історії музики. Він отримав 14 премій Греммі.
Співпрацював з Френком Сінатрою, Елтоном Джоном, Реєм Чарльзом, Полом Саймоном, Полом Маккартні й іншими.
Рамон продюсував перший великий комерційно успішний диск, випущений на CD — це був альбом 52nd Street Біллі Джоела, який вийшов в 1982 році.
У три роки він навчився грати на скрипці. У 12 років сім'я переїхала в США, а вже у 18 років він став співзасновником студії звукозапису A&R Recording в Нью-Йорку. Компанія швидко завоювала репутацію у музикантів, не в останню чергу завдяки використанню найбільш передових на той момент технологій.